# Polyptychus reussi
Polyptychus reussi är en fjärilsart som beskrevs av Embrik Strand 1911. Polyptychus reussi ingår i släktet Polyptychus och familjen svärmare. Inga underarter finns listade i Catalogue of Life.